# 681 v.Chr.
Het jaar 681 v.Chr. is een jaartal volgens de christelijke jaartelling.

## Gebeurtenissen

### Assyrië
- Koning Sanherib wordt in het paleis van Ninive door zijn zoons vermoord.
- Koning Esarhaddon (681 - 669 v.Chr.) bestijgt de troon van Assur.

### Griekenland
- Lysiades wordt benoemd tot archont van Athene

## Overleden
- Sanherib, koning van Assyrië